# Скандинавские Горы (аэропорт)
Международный аэропорт Скандинавские Горы (швед. Sälen Trysil Airport; ИАТА: SCR, ИКАО: ESKS) — шведский международный аэропорт, расположенный в коммуне Малунг-Сэлен вблизи шведско-норвежской границы в Скандинавских горах.
Открыт в декабре 2019 года. Стал первым в мире аэропортом без диспетчерской вышки. Аэронавигационные услуги осуществляет виртуальная башня, управляемая из Сундсвалля. С открытием существующие аэропорты Сундсвалля и Линчёпинга также перешли на дистанционное управление, а в Норвегии планируется строительство центра удалённого управления в Будё.
Построен консорциумом 33 компаний на месте небольшого спортивного аэродрома для обслуживания в основном любителей лыжного спорта. Благодаря горнолыжным курортам Сэлен в Швеции и Трюсиль в Норвегии также имеет альтернативное название Сэлен-Трюсиль.